# MLC Centre
MLC Centre je 67-nadstropni poslovni nebotičnik v Sydneyju v Avstraliji. Z višino 228 m je bil ob izgradnji leta 1977 najvišja stavba v državi, ta status je obdžal do leta 1985, ko je bil odprt kompleks Rialto Towers v Melbourneu (najvišja prostostoječa zgradba v državi je že od leta 1981 Sydney Tower).
Stavba v modernističnem slogu je eno najbolj znanih del avstralskega arhitekta Harryja Seidlerja, zanj je prejel priznanje Kraljevega avstralskega inštituta arhitektov. Vendar pa je ob gradnji povzročil precej negodovanja javnosti, saj je parcela nadomestila zgodovinski predel mesta Rowe Street, ki je bil znan kot nakupovalna avenija s številnimi trgovinami.